# U-597 (tàu ngầm Đức)
U-597 là một tàu ngầm tấn công  Lớp Type VII thuộc phân lớp Type VIIC được Hải quân Đức Quốc Xã chế tạo trong Chiến tranh Thế giới thứ hai. Nhập biên chế năm 1941, nó chỉ thực hiện được hai chuyến tuần tra và không đánh chìm được mục tiêu nào, trước khi bị một máy bay ném bom B-24 Liberator của Không quân Hoàng gia Anh đánh chìm trong Đại Tây Dương về phía Tây Nam Iceland vào ngày 12 tháng 10, 1942.

## Thiết kế và chế tạo

### Thiết kế

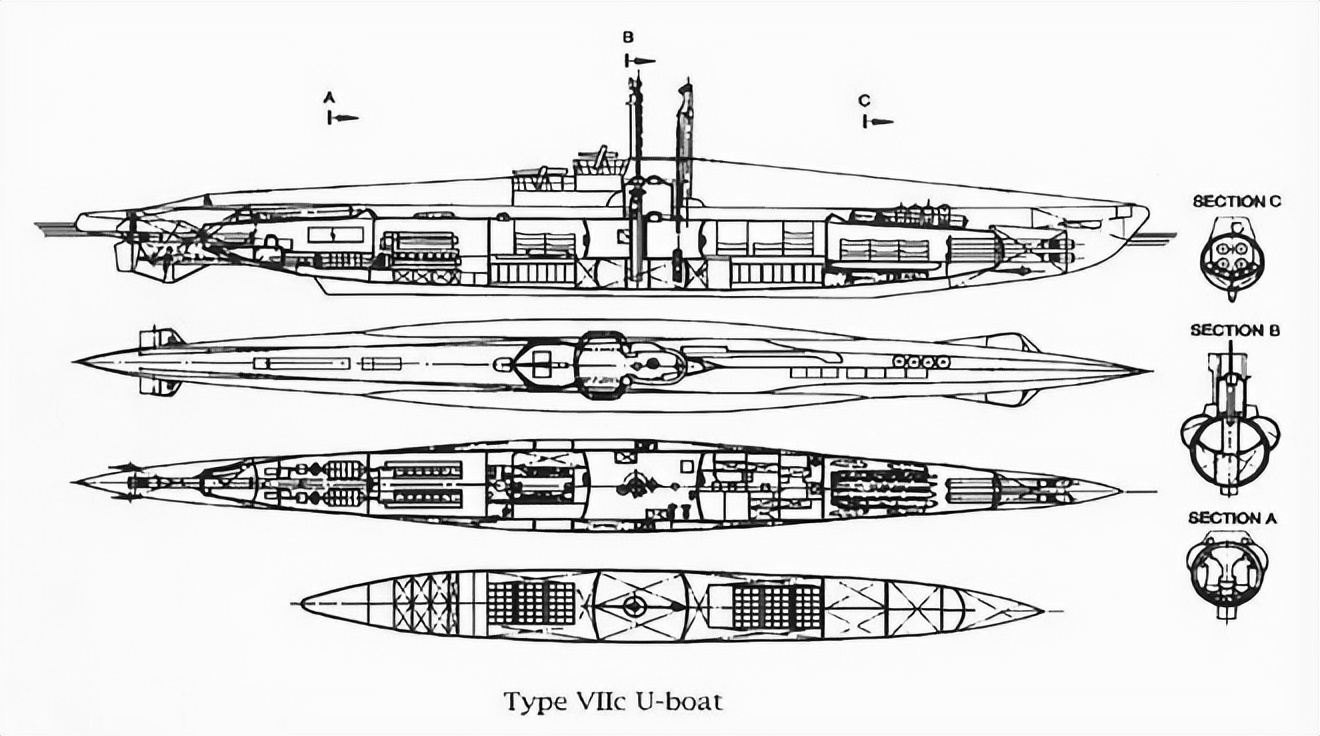
Sơ đồ các mặt cắt một tàu ngầm Type VIIC

Phân lớp VIIC của Tàu ngầm Type VII là một phiên bản VIIB được kéo dài thêm. Chúng có trọng lượng choán nước 769 t (757 tấn Anh) khi nổi và 871 t (857 tấn Anh) khi lặn). Con tàu có chiều dài chung 67,10 m (220 ft 2 in), lớp vỏ trong chịu áp lực dài 50,50 m (165 ft 8 in), mạn tàu rộng 6,20 m (20 ft 4 in), chiều cao 9,60 m (31 ft 6 in) và mớn nước 4,74 m (15 ft 7 in).
Chúng trang bị hai động cơ diesel Germaniawerft F46 siêu tăng áp 6-xy lanh 4 thì, tổng công suất 2.800–3.200 PS (2.100–2.400 kW; 2.800–3.200 bhp), dẫn động hai trục chân vịt đường kính 1,23 m (4,0 ft), cho phép đạt tốc độ tối đa 17,7 kn (32,8 km/h), và tầm hoạt động tối đa 8.500 nmi (15.700 km) khi đi tốc độ đường trường 10 kn (19 km/h). Khi đi ngầm dưới nước, chúng sử dụng hai động cơ/máy phát điện Garbe, Lahmeyer & Co. RP 137/c  tổng công suất 750 PS (550 kW; 740 shp). Tốc độ tối đa khi lặn là 7,6 kn (14,1 km/h), và tầm hoạt động 80 nmi (150 km) ở tốc độ 4 kn (7,4 km/h). Con tàu có khả năng lặn sâu đến 230 m (750 ft).
Vũ khí trang bị có năm ống phóng ngư lôi 53,3 cm (21 in), bao gồm bốn ống trước mũi và một ống phía đuôi, và mang theo tổng cộng 14 quả ngư lôi, hoặc tối đa 22 quả thủy lôi TMA, hoặc 33 quả TMB. Tàu ngầm Type VIIC bố trí một hải pháo 8,8 cm SK C/35 cùng một pháo phòng không 2 cm (0,79 in) trên boong tàu. Thủy thủ đoàn bao gồm 4 sĩ quan và 40-56 thủy thủ.

### Chế tạo
U-597 được đặt hàng vào ngày 16 tháng 1, 1940, và được đặt lườn tại xưởng tàu của hãng Blohm & Voss ở Hamburg vào ngày 13 tháng 1, 1941. Nó được hạ thủy vào ngày 1 tháng 10, 1941, và nhập biên chế cùng Hải quân Đức Quốc Xã vào ngày 20 tháng 11, 1941 dưới quyền chỉ huy của Hạm trưởng, Đại úy Hải quân Eberhard Bopst.

## Lịch sử hoạt động
Sau khi hoàn tất việc huấn luyện trong thành phần Chi hạm đội U-boat 8, U-597 ở lại cùng đơn vị này để hoạt động trên tuyến đầu. Nó được điều sang Chi hạm đội U-boat 1 từ ngày 1 tháng 7, 1942 cho đến khi bị mất.

### Chuyến tuần tra thứ nhất
U-597 khởi hành từ cảng Kiel, Đức vào ngày 27 tháng 6 cho chuyến tuần tra đầu tiên trong chiến tranh. Nó tiến ra Bắc Hải, rồi băng qua khe GI-UK giữa Iceland và quần đảo Faroe để vòng qua quần đảo Anh, và hoạt động trong vùng biển Bắc Đại Tây Dương về phía Đông Newfoundland. Không đánh chìm được mục tiêu nào, chiếc U-boat kết thúc chuyến tuần tra khi đi đến cảng Brest bên bờ Đại Tây Dương của Pháp đã bị Đức chiếm đóng, đến nơi vào ngày 16 tháng 8.

### Chuyến tuần tra thứ hai – Bị mất
U-597 xuất phát từ Brest vào ngày 16 tháng 9 cho chuyến tuần tra thứ hai, cũng là chuyến cuối cùng, để hoạt động tại khu vực Trung tâm Bắc Đại Tây Dương. Đến ngày 12 tháng 10, ở vị trí về phía Tây Nam Iceland, chiếc tàu ngầm bị một máy bay ném bom B-24 Liberator thuộc Liên đội 120 Không quân Hoàng gia Anh do Thiếu tá Terry Bulloch chỉ huy, thả mìn sâu đánh chìm trong Đại Tây Dương về phía Đông Nam mũi Farewell, Greenland, tại tọa độ 56°50′B 28°05′T / 56,833°B 28,083°T. Toàn bộ 49 thành viên thủy thủ đoàn của U-597 đều đã tử trận.

### "Bầy sói" tham gia
U-597 từng tham gia tám bầy sói:
- Wolf (13 – 30 tháng 7, 1942)
- Pirat (30 tháng 7 – 3 tháng 8, 1942)
- Steinbrinck (3 – 11 tháng 8, 1942)
- Blitz (22 – 26 tháng 9, 1942)
- Tiger (26 – 30 tháng 9, 1942)
- Luchs (1 – 6 tháng 10, 1942)
- Panther (6 – 12 tháng 10, 1942)
- Leopard (12 tháng 10, 1942)